# Патрісія Лібреґтс
Патрісія Лібреґтс (нід. Patricia Libregts, 22 лютого 1966) — нідерландська ватерполістка.
Учасниця Олімпійських Ігор 2000 року.
Чемпіонка світу з водних видів спорту 1991 року, призерка 1986 року.